# Војнуци
Војнуци су били припадници привилеговане Османске војне друштвене класе, немуслимана која је одређена 1370е или 1380е.
Посебни статус којим су били награђени за обављање војничке службе састојао се стицању и уживању слободне баштине, пореским ослобођењем и припадношћу војном сталежу. Војнуци су потицали посебно из региона Бугарске, Македоније,Тесалије, јужне Србије, и много мање из Босне и региона око Дунава и Саве.
Војнуцима cу припадали  Војнук Санџаци  што није територијална јединица попут других санџака већ посебна организациона јединица Османског царства..
Војнуци су били лаки оклопници, који су у службу и војне походе ишли на коњу, наоружани копљем, штитом и оклопом. Увек су носили искључиво црна одела. Ред војнука постојао је у српској средњовековној држави, а у османски систем преузет је у време реформи беглербега Тимурташ-паше, за време султана Мурата II, непосредно након Маричке битке.
Турска војна служба организована од балканских хришћана. Установа војнука постојала је у балканским државама и пре доласка Турака. Турци се са овом институцијом срећу након битке на Марици.
У Османском царству војнуке су чинили ситни племићи и слободни сточари, а имали су слободне баштине.
Најмања војна формација била је 1 „копље“ које је састављено од војнука и 2 јамака (најчешће његови рођаци) при чему су сва тројица били дужни да служе оклопљени.
Најнижи старешина војника звао се лагатор и то је хришћанима био највиши могући чин.
Војнуци су се као војна формација делили на војнуке војнике и војнуке џебелије. Не зна се поуздано колико их је било.
Војнуци су значајна категорија српског становништва, које је због војне обавезе имале одређене олакшице. Они су вршили војничку службу, а заузврат су уживали слободне баштине и ослобођени су пореских обавеза. Могли су да продају своје баштине, али их нису могли делити.
Након 1530. године војнуци се исељавају из крајева где су живели и нестају као војна формација. Понегде су задржани и до почетка 17. века. Па и тада нису у потпуности добили статус раје, али су им наметнуте одређене дажбине, на првом месту харач.